# Moonlighting: The Anthology
Moonlighting: The Anthology es un álbum recopilatorio del músico británico Roger Daltrey, publicado por la compañía discográfica Sanctuary Records en febrero de 2005. El recopilatorio es notable por incluir canciones de diferentes proyectos de su carrero, incluyendo apariciones cinematográficas y selecciones de su discografía en solitario. Además, incluyó «A Second Out», una canción inédita hasta la fecha y compuesta por Daltrey y Steve McEwan.
El álbum fue reeditado en octubre de 2006 con el título de Gold y con una lista diferente de canciones.

## Lista de canciones
Disco uno
1. "One Man Band"  (Courtney, Leo Sayer)  3:52
2. "The Way of the World"  (Courtney, Adam Faith)  3:16
3. "Thinking"  (Courtney, Sayer)  4:25
4. "There Is Love"  (Courtney, Sayer)  4:36
5. "Giving it All Away"  (Courtney, Sayer)  3:34
6. "(Come And) Get Your Love"  (Russ Ballard)  3:44
7. "The World Over"  (Paul Korda)  3:08
8. "Proud"  (Ballard)  4:51
9. "Dear John"  (Courtney)  3:48
10. "Avenging Annie"  (Andy Pratt)  4:32
11. "One of the Boys"  (Steve Gibbons)  2:46
12. "Martyrs and Madmen"  (Steve Swindells)  4:19
13. "Say It Ain't So, Joe"  (Murray Head)  4:16
14. "Bitter and Twisted"  (Swindells)  4:07
15. "Free Me"  (Ballard)  3:59
16. "Without Your Love"  (Billy Nicholls)  3:19
17. "Waiting for a Friend"  (Nicholls)  3:24
18. "Parting Would Be Painless"  (Kit Hain)  3:42
19. "After the Fire"  (Pete Townshend)  4:37
20. "Under a Raging Moon" (Downes, Parr)  5:34

Disco dos
1. "Behind Blue Eyes"  (Pete Townshend)  2:29
2. "Won't Get Fooled Again"  (Townshend)  7:52
3. "Quicksilver Lightning"  (Moroder, Pitchford)  4:43
4. "Lover's Storm"  (Kelly, Usher)  3:54
5. "Mack the Knife"  (Blitzstein, Bertolt Brecht, Kurt Weill)  4:49
6. "The Pig Must Die"  (Mike Batt)  4:30
7. "Don't Let the Sun Go Down on Me"  (Elton John, Bernie Taupin)  6:12
8. "Rock and Roll"  (John Bonham, John Paul Jones, Jimmy Page, Robert Plant)  3:39
9. "Who's Gonna Walk On Water"  (MacMahon)  4:45
10. "Love Is"  (Byrd, Daltrey, Katz, MacMahon)  4:09
11. "Blues Man's Road"  (Byrd, MacMahon)  4:03
12. "Baba O'Riley" (Townshend)  3:23
13. "Pinball Wizard"  (Townshend)  3:43
14. "The Real Me"  (Townshend)  4:30
15. "Child of Mine"  (Daltrey, MacMahon)  4:02
16. "Born to Run"  (Bruce Springsteen)  5:12
17. "A Second Out"  (Roger Daltrey, McEwan)